# Loco Escrito
Loco Escrito, pseudonimo di Nicolas Herzig (Medellín, 27 gennaio 1990), è un cantante colombiano con cittadinanza svizzera.

## Biografia
Loco Escrito si è fatto conoscere dopo aver pubblicato il primo album in studio, dal titolo Mi vida es mia (2014) e primo ingresso in top forty nella Schweizer Hitparade. Ha poi pubblicato l'EP La conquista, con cui è entrato per la prima volta nella top ten della classifica.
Il secondo LP, intitolato Estoy bien, è uscito nel gennaio 2020 ed è stato certificato platino dalla IFPI Schweiz con oltre 20 000 unità equivalenti. Pubblicato dal ramo svizzero della Sony, si è posizionato al vertice della classifica svizzera. Fernando, messo in commercio nell'aprile 2022, ha superato la soglia delle 10 000 unità, ricevendo la certificazione d'oro e posizionandosi al 2º posto della hit parade svizzera.
È stato riconosciuto col'MTV Europe Music Award al miglior artista svizzero del 2018 e quattro Swiss Music Awards.

## Discografia

### Album in studio
- 2014 – Mi vida es mia
- 2020 – Estoy bien
- 2022 – Fernando
- 2024 – 9013

### EP
- 2016 – La conquista
- 2016 – De maravilla EP

### Singoli
- 2013 – Mujer fantasía
- 2013 – La fama (con Tres Coronas)
- 2015 – Hasta el amanecer
- 2017 – Sin ti
- 2018 – Adiós
- 2018 – Mi culpa
- 2019 – Punto
- 2019 – Uiui
- 2020 – Ámame
- 2020 – Mamá
- 2020 – Triste
- 2021 – Perdí
- 2021 – ATMO
- 2021 – New Wave
- 2021 – Mamacita
- 2021 – Tu mirada (con Grupo Extra)
- 2022 – Contigo
- 2023 – Mi mundo
- 2023 – Cosas de amor
- 2023 – Tu carita
- 2023 – Besos
- 2024 – SucieriaZH
- 2024 – Atrevida (con Eaz)
- 2024 – Tú y yo
- 2024 – Descontrol (con Stress)
- 2024 – Bailar bachata (con Juan Daniél)
- 2024 – Miedo